# Ofam
Ofam ou Offam est un village du Cameroun situé dans le département de la Bénoué et la Région du Nord, à proximité de la frontière avec le Nigeria. Il fait partie de la commune de Touroua.

## Population
En 2005, sa population était de 618 habitants. Selon le Plan Communal de développement de Touroua qui date de 2015, la population du village est de 1419 habitants.